# Epicypta
Epicypta é um género de dípteros pertencente à família Mycetophilidae.
O género tem distribuição cosmopolita.

## Espécies
Espécies (lista incompleta):
- Epicypta acuminata Wu, He & Yang, 1998
- Epicypta aczeli Lane, 1958
- Epicypta aguarensis Lane, 1951